# Gesetz zur Ächtung von Gewalt in der Erziehung
Das Gesetz zur Ächtung von Gewalt in der Erziehung ist ein deutsches Änderungsgesetz. Es wurde am 2. November 2000 erlassen (BGBl. I S. 1479). Es steht in engem Zusammenhang mit den Zielsetzungen der Kinderrechtskonvention der Vereinten Nationen vom Jahr 1989 und des Nationalen Aktionsplans für ein kindergerechtes Deutschland. Die Kampagne „Mehr Respekt vor Kindern“ diente dazu, diese Gesetzesänderung bekannt zu machen.
Das Gesetz verankert das Recht auf gewaltfreie Erziehung in § 1631 Abs. 2 des Bürgerlichen Gesetzbuches:

„Kinder haben ein Recht auf gewaltfreie Erziehung. Körperliche Bestrafungen, seelische Verletzungen und andere entwürdigende Maßnahmen sind unzulässig.“

Zugleich wurde dem § 16 Absatz 1 des Achten Buches Sozialgesetzbuch folgender Satz angefügt:

„Sie [Angebote zur Förderung der Erziehung] sollen auch Wege aufzeigen, wie Konfliktsituationen in der Familie gewaltfrei gelöst werden können.“

Bundesjustizministerin Brigitte Zypries hob 2005 hervor, das Gesetz habe innerhalb der fünf Jahre nach seinem Inkrafttreten zu einer Bewusstseinsveränderung in der Bevölkerung geführt. Eine vom Bundesjustizministerium in Auftrag gegebene Studie habe aufgezeigt, dass sich die Erziehungseinstellung der Eltern immer mehr mit dem Leitbild der gewaltfreien Erziehung decke. Außenstehende hätten nun eine größere Bereitschaft, sich gegebenenfalls einzumischen, und Eltern hätten eine größere Bereitschaft, Hilfsangebote entgegenzunehmen.
Die Veröffentlichung des verabschiedeten Gesetzes im Bundesgesetzblatt zeigt zudem Änderungen der Kindesunterhaltsregelungen.